# 중파 디지털 라디오 표준

공식 DRM 로고

중파 디지털 라디오 표준(Digital Radio Mondiale, DRM)은 AM 방송(특히 단파) 및 FM 방송을 포함한 아날로그 라디오 방송에 현재 사용되는 대역에서 작동하도록 설계된 일련의 디지털 오디오 방송 기술이다. 이 용어에서 Mondiale이라는 용어는 "전 세계"를 의미하는 이탈리아어 및 프랑스어 단어이다. DRM은 AM 및 FM보다 스펙트럼 측면에서 더 효율적이므로 xHE-AAC 오디오 코딩 포맷을 사용하여 더 많은 방송국을 더 높은 품질로 주어진 대역폭 양으로 허용한다. 다양한 다른 MPEG-4 코덱과 오푸스도 호환되지만 이제 표준에서는 xHE-AAC를 지정한다.
DRM은 플랫폼을 설계하고 현재 도입을 추진 중인 국제 비영리 컨소시엄의 이름이기도 하다. 라디오 프랑스 앵테르나쇼날, 텔레디퓨전 드 프랑스(TéléDiffusion de France), BBC 월드 서비스, 도이체 벨레, 미국의 소리, 텔레풍켄(현 '트랜스라디오', Transradio) 및 톰캐스트(Thomcast, 현 Ampegon)가 DRM 컨소시엄 구성에 참여했다.
DRM의 원리는 대역폭이 제한 요소이고 컴퓨터 처리 능력이 저렴하다는 것이다. 최신 CPU 집약적 오디오 압축 기술을 사용하면 처리 리소스를 희생하면서 사용 가능한 대역폭을 보다 효율적으로 사용할 수 있다.

## 같이 보기
- 디지털 오디오 방송
- 디지털 멀티미디어 방송
- DVB-H
- DVB-T
- HD 라디오
- ISDB
- 단파